# Kłaj
Kłaj is een dorp in het Poolse woiwodschap Klein-Polen, in het district Wielicki. De plaats maakt deel uit van de gemeente Kłaj en telt 3000 inwoners.

## Verkeer en vervoer

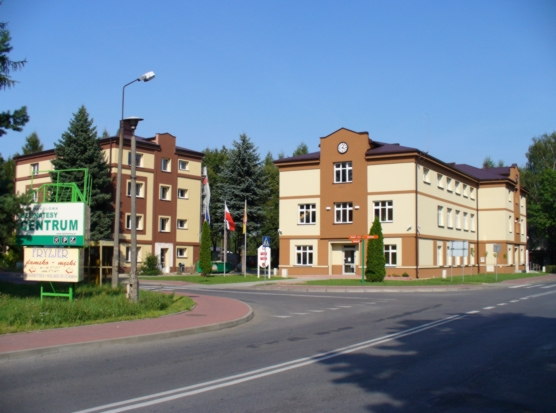
Kłaj

- Station Kłaj